# Bothriechis aurifer
Bothriechis aurifer (Salvin, 1860) è un serpente velenoso appartenente alla sottofamiglia Crotalinae diffuso in America centrale.

## Descrizione
In età adulta la maggior parte degli esemplari raggiunge una lunghezza di circa 70 centimetri; in alcuni casi possono superare i 100 centimetri.
Il corpo è piuttosto magro ed è dotato di una coda prensile. 
Su tutti e due i lati della testa ha scaglie loreali, situate in corrispondenza dell'occhio e del naso (parti preoculari e postnasali), che utilizza per emettere raggi infrarossi.
Possiede da 1 a 5 scaglie intersopraoculari, da 8 a 12 scaglie superlabiali, da 9 a 13 scaglie infralabiali e da 18 a 21 (in media 19) filiari di scaglie dorsali. Nei maschi si contano tra le 148 e le 167 scaglie ventrali e da 58 a 54 subcaudali (per la maggior parte non divise), mentre le femmine hanno tra le 152 e le 162 scaglie ventrali e da 48 a 61 subcaudali.
Il colore principale della vipera Bothriechis aurifer è il verde, ricoperto sul dorso da macchie gialle delimitate da un contorno nero. Tra le macchie è possibile vedere una riga dorsale irregolare. Il ventre è di un colore verde tendente al giallo, leggermente più chiaro rispetto al dorso. La testa ha una striscia postoculare scura. L'iride è generalmente di colore verde tendente al giallo, qualche volta è bronzeo, con screziature nere. Più del 90% degli esemplari appartenenti a questa specie hanno il dorso scuro, solo alcuni sono completamente verdi senza righe postoculari. Gli esemplari più giovani sono caratterizzati da un colore verde pallido e la punta della coda colorata.

## Biologia
È una specie che vive di giorno e generalmente sugli alberi, sebbene possa essere incontrata anche sul suolo e tra la bassa vegetazione. Diventa aggressiva solo nel momento in cui viene disturbata, altrimenti resta tranquilla.

### Alimentazione
Si nutre principalmente di rane, lucertole e occasionalmente di piccoli roditori o uccelli.

### Riproduzione
Bothriechis aurifer è ovoviviparo, ovvero le uova non hanno bisogno di essere covate esternamente ma si schiudono già nel corpo della madre, che dà così alla luce in media tra i 5 e gli 8 piccoli.

### Veleno
Il veleno di Bothriechis aurifer contiene emotossina; le conseguenze dei morsi di questa vipera sono state mortali per alcune vittime.

## Distribuzione e habitat
È possibile incontrare questa specie in Messico, sulle montagne del Chiapas, e nel nord del Guatemala. In Guatemala si trova nella regione della Sierra de las Minas (Monti delle Minas) e della Sierra de Chuacús (Monti Chuacús). La località prediletta è Cobán, situata presso Vera Paz, in Guatemala.
Il suo habitat naturale sono le foreste nubolose, a un'altitudine di 1200-2300 metri sopra il livello del mare. Si possono trovare anche nei boschi subtropicali umidi nei pressi di corsi d'acqua.